# Calamagrostis

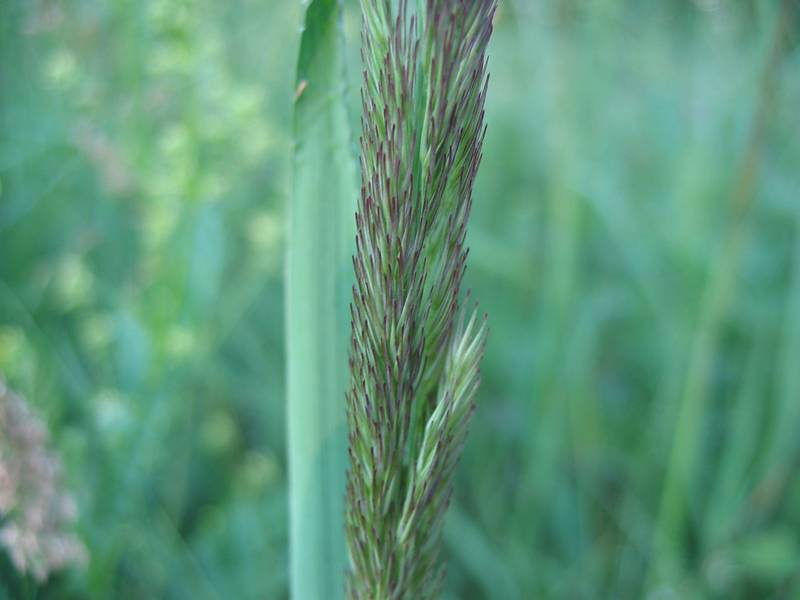
Calamagrostis epigejos detalhe.

Calamagrostis  Adans. é um género botânico pertencente à família Poaceae, subfamília Pooideae, tribo Aveneae.
O gênero é constituido por aproximadamente 690 espécies. Ocorrem na Europa, África, Ásia, Australásia, Pacífico, América do Norte, América do Sul e Antárctica.

## Sinônimos
| - Ancistrochloa Honda - Anisachne Keng - Aniselytron Merr. - Achaeta E.Fourn. | - Amagris Raf. (SUS) - Athernotus Dulac (SUS) - Aulacolepis Hack. (SUH) - Chamaecalamus Meyen | - Cinnagrostis Griseb. - Deyeuxia Clarion ex P.Beauv. |

## Principais espécies
| - Calamagrostis arundinacea - Calamagrostis bolanderi - Calamagrostis brachytriga - Calamagrostis breweri - Calamagrostis cainii - Calamagrostis canadensis - Calamagrostis canescens - Calamagrostis chalybaea - Calamagrostis coarctata - Calamagrostis deschampsioides - Calamagrostis epigeios - Calamagrostis expansa - Calamagrostis foliosa - Calamagrostis hillebrandii - Calamagrostis holmii - Calamagrostis howellii - Calamagrostis hyperborea - Calamagrostis inexpansa - Calamagrostis koelerioides - Calamagrostis × kolymensis | - Calamagrostis lapponica - Calamagrostis leonardii - Calamagrostis montanensis - Calamagrostis nutkaensis - Calamagrostis ophitidis - Calamagrostis ovata - Calamagrostis perplexa - Calamagrostis pickeringii - Calamagrostis porteri - Calamagrostis pseudophragmites - Calamagrostis purpurascens - Calamagrostis rubescens - Calamagrostis scopulorum - Calamagrostis scotica - Calamagrostis scribneri - Calamagrostis sesquiflora - Calamagrostis stricta - Calamagrostis tweedyi - Calamagrostis varia - Calamagrostis villosa |

- «PPP-Index Lista completa»